# Eurypon mixtum
Eurypon mixtum är en svampdjursart som först beskrevs av Topsent 1928.  Eurypon mixtum ingår i släktet Eurypon och familjen Raspailiidae.
Artens utbredningsområde är havet utanför Västsahara. Inga underarter finns listade i Catalogue of Life.